# Vanja Blomkvist
Vanja Blomkvist, född den 17 april 1949 i Oscars församling, Stockholm, är en svensk skådespelerska. Hon utbildade sig vid Teaterhögskolan i Stockholm 1968–1971. Därefter började hon arbeta på Göteborgs Stadsteater i Göteborg 1971. Där gjorde hon ett antal framträdande roller, fram till 1998.
Men redan 1969 medverkade hon i Konfrontation i SVT i regi av Håkan Ersgård. 1985 fick hon en roll i Mötet med Flory där hon gestaltade en ensamstående mamma med son som besöker en gammal dam som gärna läser sin gamla vän Elin Wägners böcker och funderar på människans relation till naturen. Flory Gate, som var nära vän till Elin Wägner, är förlaga till filmen.
Senare filmer med Vanja Blomkvist är bland annat Jalla! Jalla! (2000) och Den fördömde (2005). 2015 spelar hon rollen "Ylva" i TV-serien Jordskott.

## Filmografi

### Film
- 1969 – Konfrontation (TV-serie)
- 1985 – Mötet med Flory
- 2000 – Jalla! Jalla!
- 2005 – Winkys hemlighet
- 2010 – Den fördömde
- 2014 – Krakel Spektakel
- 2015–2017 – Jordskott (TV-serie)
- 2017 – Fallet
- 2019 – Fartblinda (TV-serie)